# Медина (Беневенто)
Медина је насеље у Италији у округу Беневенто, региону Кампанија.
Према процени из 2011. у насељу је живело 99 становника. Насеље се налази на надморској висини од 221 м.